# 张志川
张志川（1964年9月—），中华人民共和国政治人物，河南荥阳人。1982年7月参加工作，武汉大学在职工学博士。1997年6月加入中共。曾任山西省交通运输厅厅长、中共晋城市委书记等职。现任山西省人大常委会副主任。

## 生平
1982年7月进入河南省水科院任职，先后担任该院农田水利研究室职员、研究室副主任、主任、院副总工程师、副院长，党委书记兼副院长等职。
2005年11月，跨省任山西省交通厅副厅长；2011年3月，任山西省政府外事侨务办主任、书记。2017年1月，任山西省交通运输厅厅长、党组书记。
2017年12月，转任中共晋城市委书记。2021年1月，当选山西省人大常委会副主任。2021年5月，不再兼任中共晋城市委书记。